# Zeche Admiral
Die Zeche Admiral ist ein ehemaliges Steinkohlebergwerk im Dortmunder Stadtteil Wellinghofen.
Die 1910 gegründete Gewerkschaft Admiral ist aus den Zechen Niederhofen I-V und Nikolaus im Kreis Hörde hervorgegangen. Die neue Grube war als Doppelschachtanlage konzipiert, sie lag an der heutigen Straße "Limburger Postweg".

## Bergwerksgeschichte
Die Aufnahme der Förderung erfolgte 1911. Auf dem Gelände der Zeche wird 1914 eine Kokerei in Betrieb genommen. Sie wurde nach einem Jahr wieder stillgelegt, aber 1920 wieder in Betrieb genommen.
1918 erwirbt die Norddeutsche Hütte Bremen 850 Kuxen des Bergwerks und übernimmt damit die Mehrheit an dem Unternehmen. Ein Jahr später übernimmt die Gebrüder Stumm (Besitzer der Zeche Minister Achenbach in Brambauer) die Aktienmehrheit an der Norddeutsche Hütte, die Kuxen der Zeche Admiral werden an ein Bankenkonsortium weitergereicht. So ist dieses kleine Bergwerk ein klassisches Beispiel für ein Spekulationsobjekt innerhalb der Schwerindustrie des frühen 20. Jahrhunderts.
1920 erwirbt die Gewerkschaft Admiral die Grubenfelder Clarenberg, Bickefeld und Elisabeth. 1921 wird die Zeche Admiral in die Westfälische Bergbau- und Kohlenverwertungs-AG Hörde eingegliedert, zu der auch die Zeche Gottessegen gehörte. 1924 holten über 1000 Beschäftigte 130.000 t Kohle aus der Grube.
Die Stilllegung der Zeche Admiral erfolgte im Jahr 1925, wie bei den meisten Bergwerken im Raum Hörde. Die Bodenrechte an dem Bergwerk wurden an die Rheinische Stahlwerke verkauft. Die Grube wurde geflutet und die meisten Tagesanlagen abgebrochen. Die Zeche verfügte damals über einen eigenen Bahnanschluss, der bis westlich des heutigen Freibades reichte.

## Heutiger Zustand
Heute erinnert der Admiralplatz (u. a. Fußballplatz des FC Wellinghofen) im Stadtteil Wellinghofen an die ehemalige Zeche Admiral. Auf dem Gelände der Zeche findet sich heute Wohnbebauung sowie ein städtisches Jugendzentrum. Es sind noch das ehemalige Maschinenhaus, die Maschinenhalle und die Markenstube auf dem Zechengelände in gutem Zustand erhalten, und zwar am Limburger Postweg. Hier ist derzeit ein Industriebetrieb tätig.

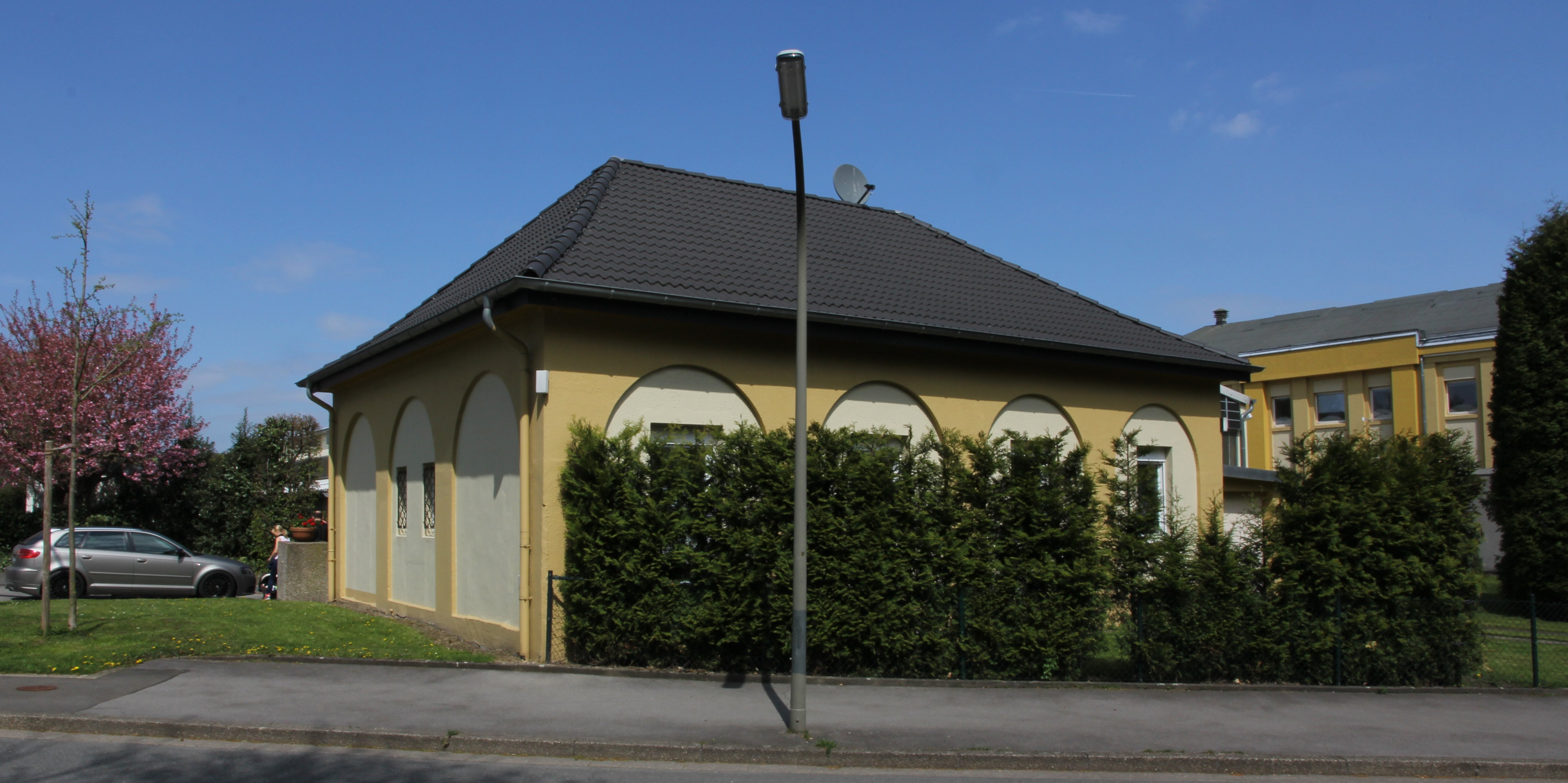
Ehemalige Markenstube